# Метью Барзал
Метью Барзал (англ. Mathew Barzal; 26 травня 1997, м. Ванкувер, Канада) — канадський хокеїст, центральний нападник. Виступає за «Нью-Йорк Айлендерс» у НХЛ.

## Ігрова кар'єра
Вихованець хокейної школи «Барнабі Вінтер-Клаб». Виступав за «Сієтл Тандербердс» (ЗХЛ). 
2015 року був обраний на драфті НХЛ під 16-м загальним номером командою «Нью-Йорк Айлендерс».
10 вересня 2015 Метью уклав трирічний контракт з «остров'янами». 15 жовтня 2015 Барзал дебютував у НХЛ. Але після другої гри його відправили до клубу ЗХЛ «Сієтл Тандербердс».
15 жовтня 2017 Метью набрав перше очко у грі проти «Лос-Анджелес Кінгс». Ще через чотири дні Барзал відзначився і першим голом у матчі проти земляків «Нью-Йорк Рейнджерс». 26 жовтня 2017 канадець набрав два очки (гол + пас) у матчі проти «Міннесота Вайлд». 5 листопада Метью встановив особистий рекорд зробивши п'ять результативних передач в матчі проти «Колорадо Аваланч». 23 грудня 2017 Барзал відзначився першим хет-триком в переможному матчі 5–2 проти «Вінніпег Джетс».
13 січня 2018 Метью набрав п'ять очок у переможній грі 7–2 проти «Рейнджерс» та став п'ятим гравцем в історії ліги, який набрав п'ять очок в двох матчах за сезон для гравців до 21 року.
9 лютого 2018 Метью набрав втретє за сезон п'ять очок в переможній грі 7–6 проти «Детройт Ред Вінгз» востаннє таого результату досяг Джо Мелоун у сезоні 1917–18. 7 квітня Метью побив клубний рекорд «Айлендерс» за кількістю результативних передач (63), який належав Браяну Троттьє. 22 квітня Барзал номінований на Пам'ятний трофей Колдера, а 20 червня стає його володарем.
Після переходу Джона Тавареса до «Торонто Мейпл Ліфс» Барзал у сезоні 2018–19 розпочав грати в першій ланці разом з Антоні Бовільє та Джошом Бейлі. 29 грудня 2018 Метью відзначився хет-триком у грі проти «Торонто Мейпл Ліфс» 4–0, став першим гравцем «Айлендерс» після Майка Боссі, який відзнавися тричі у воротах «кленових» 20 березня 1986. 3 січня 2019 Барзал номінований на матч всіх зірок НХЛ.
У матчі всіх зірок НХЛ 2020 Метью став переможцем у конкурсі найшвидших гравців.

## На рівні збірних
У складі юніорської збірної Канади учасник чемпіонатів світу 2014  і 2015.
У складі молодіжної збірної Канади срібний призер чемпіонату світу 2017.
У складі національної збірної Канади учасник чемпіонату світу 2018.

## Нагороди та досягнення
- Бронзовий призер юніорського чемпіонату світу — 2014, 2015.
- Володар Кубка Колдера — 2018.
- Учасник матчу всіх зірок НХЛ — 2019, 2020.

## Статистика

### Клубні виступи
| 2012–13      | «Коквітлам Експрес»  | БКХЛ         | 6   | 0  | 2   | 2   | 6   | —  | — | —  | —  | —  |
| 2013–14      | «Сієтл Тандербердс»  | ЗХЛ          | 59  | 14 | 40  | 54  | 20  | 9  | 1 | 5  | 6  | 4  |
| 2014–15      | «Сієтл Тандербердс»  | ЗХЛ          | 44  | 12 | 45  | 57  | 20  | 6  | 4 | 4  | 8  | 4  |
| 2015–16      | «Сієтл Тандербердс»  | ЗХЛ          | 58  | 27 | 61  | 88  | 58  | 18 | 5 | 21 | 26 | 16 |
| 2016–17      | «Сієтл Тандербердс»  | ЗХЛ          | 41  | 10 | 69  | 79  | 20  | 16 | 7 | 18 | 25 | 16 |
| 2016–17      | «Нью-Йорк Айлендерс» | НХЛ          | 2   | 0  | 0   | 0   | 6   | —  | — | —  | —  | —  |
| 2017–18      | «Нью-Йорк Айлендерс» | НХЛ          | 82  | 22 | 63  | 85  | 30  | —  | — | —  | —  | —  |
| 2018–19      | «Нью-Йорк Айлендерс» | НХЛ          | 82  | 18 | 44  | 62  | 46  | 8  | 2 | 5  | 7  | 8  |
| 2019–20      | «Нью-Йорк Айлендерс» | НХЛ          | 68  | 19 | 41  | 60  | 44  |    |   |    |    |    |
| Усього в НХЛ | Усього в НХЛ         | Усього в НХЛ | 234 | 59 | 148 | 207 | 126 | 8  | 2 | 5  | 7  | 8  |

### Збірна
| Рік              | Команда          | Турнір           | Місце            | І  | Г  | П  | О  | ШХ |
| ---------------- | ---------------- | ---------------- | ---------------- | -- | -- | -- | -- | -- |
| 2014             | Канада           | МІГ18            | 1                | 5  | 2  | 5  | 7  | 0  |
| 2014             | Канада           | ЮЧС18            | 3                | 7  | 3  | 1  | 4  | 6  |
| 2015             | Канада           | ЮЧС18            | 3                | 7  | 3  | 9  | 12 | 0  |
| 2016             | Канада           | МЧС              | 6-е              | 5  | 2  | 1  | 3  | 0  |
| 2017             | Канада           | МЧС              | 2                | 7  | 3  | 5  | 8  | 4  |
| 2018             | Канада           | ЧС               | 4-е              | 10 | 0  | 7  | 7  | 4  |
| Молодіжна збірна | Молодіжна збірна | Молодіжна збірна | Молодіжна збірна | 31 | 13 | 21 | 33 | 10 |